# Álcool homovanílico
Álcool homovanílico, 4-(2-hidroxietil)-2-metoxifenol ou ainda 3-metoxi-4-hidrodroxifeniletanol (nome do qual origina-se sua sigla na literatura, « MOPET ») é um composto aromático da família dos vaniloides, de fórmula C9H12O3. Consiste em um núcleo vanilila substituído por um grupo etanol. É um metabólito de hidroxitirosol, ele próprio um metabólito do neurotransmissor dopamina.